# Лисенко Трохим Денисович
Трохи́м Дени́сович Лисе́нко (17 (29) вересня 1898, Карлівка, Костянтиноградський повіт, Полтавська губернія, Російська імперія — 20 листопада 1976, Москва, РРФСР, СРСР) — радянський агроном українського походження, діяч мічуринської агробіології СРСР, академік АН УРСР (1934), академік ВАСГНІЛ (1935), академік АН СРСР (1939), президент ВАСГНІЛ (1938—1956, 1961—1962), член ВУЦВК і ЦВК СРСР, депутат Верховної Ради СРСР 1—6-го скликань (1937—1966), Герой Соціалістичної Праці (1945), кавалер восьми орденів Леніна, тричі лауреат Сталінської премії (1941, 1943, 1949). Засновник псевдонаукового напряму в біології — мічуринської агробіології.

## Початок кар'єри
Народився в багатодітній селянській родині Дениса Никаноровича Лисенка. Навчався в двокласному початковому училищі містечка Карлівки, потім у Полтавській школі садівництва, а з 1917 по 1920 рік — в Уманській середній школі садівництва. Після закінчення Уманської школи садівництва працював селекціонером на Білоцерківській дослідній станції і одночасно навчався в Київському сільськогосподарському інституті.
Закінчивши в 1925 р. (заочно) Київський сільськогосподарський інститут, молодий агроном Т. Д. Лисенко дістав призначення на дослідну станцію у місті Гянджа (Азербайджан). Там він, зокрема, випробував техніку низькотемпературної обробки насіння перед сівбою — так званої яровизації. У 1929 р. Лисенко заїхав до рідного села та запропонував використати її своєму батьку — Денисові Лисенку. Той посіяв навесні два мішки озимої пшениці, яка трохи намокла, проросла і пролежала взимку під снігом — і отримав добрий врожай. Ідею яровизації підтримав Наркомат землеробства УРСР, і в багатьох газетах (в тому числі й у «Правді») з'явились схвальні публікації про ініціативу батька й сина Лисенків.
У 1930 році Т. Д. Лисенка перевели до Всесоюзного селекційно-генетичного інституту (ВСГІ) в Одесі, де він займався впровадженням яровизації. З 1932 р. почав видаватися «Бюллетень яровизации», а з 1935 р. — журнал «Яровизация». За офіційними даними, у 1932 р. «яровизовано» було 43 тис. га посівів, у 1933 р. — 200 тис., у 1934 р. — понад 600 тис., у 1935 р. — 2,1 млн, у 1936 р. — 6,9 млн, у 1937 р. — 8,9 млн га.
У травні 1934 р. став академіком (дійсним членом) Академії наук Української СРР, у червні 1935 р. — академіком ВАСГНІЛ.
У списку наукових досягнень Лисенка вказують: теорію стадійного розвитку рослин, на базі якої розроблено агротехнічні прийоми для підвищення врожайності, в тому числі і методи «яровизації»; техніку «чеканки» бавовнику; створення нових сортів сільськогосподарських культур (яра пшениця «лютесценс 1173», «одеська 13», ячмінь «одеський 14», бавовник «одеський 1» та ін.); сівбу озимої пшениці по необробленій стерні ярих культур; яровизацію картоплі для отримання раннього врожаю; техніку літніх посадок картоплі у південних районах країни для запобігання виродженню клубнів як посадкового матеріалу. У роки війни Лисенко запропонував використовувати для посадки тільки верхівку картоплі, зберігаючи решту для харчування.

## Критика «формальної» генетики

### Тези про можливість успадкування набутих ознак, вегетативної гібридизації та породження інших видів
Т. Д. Лисенко стверджував, що властивості рослин, набуті ними у процесі «яровизації» чи інших методів «виховання», можуть успадковуватись наступними поколіннями, таким чином дозволяючи селекціонерам значно прискорити виведення нових цінних сортів. Прихильники класичної генетики (яких Лисенко називав «вейсманістами», «менделістами» та «морганістами») заперечували таку можливість, але Лисенко віддавав перевагу ідеям Ламарка: «…у суперечці, що спалахнула на початку XX сторіччя між вейсманістами та ламаркістами, останні були ближчими до істини, бо вони обстоювали інтереси науки, натомість вейсманісти впадали у містику і розривали з наукою… Ми, представники радянського мічурінського напрямку, стверджуємо, шо успадкування властивостей, набутих рослинами та тваринами у процесі їх розвитку, є можливим та необхідним.».
Вважав, що в природі не існує внутрішньовидового перенаселення й відсутня внутрішньовидова боротьба, а існуючі біологічні види під впливом зміни умов зовнішнього середовища здатні безпосередньо породжувати інші види.
Вважав можливою також вегетативну гібридизацію і стверджував, що існування таких гібридів доводить хибність «менделізму-морганізму»: «І. В. Мічурін та мічурінці знайшли засоби для масового отримання вегетативних гібридів. Вегетативні гібриди є переконливим доказом слушності мічурінського розуміння спадковості. Водночас вони є нездоланною перепоною для теорії менделістів-морганістів.».

### Спроба спростувати закони Менделя
У 1939 р. в журналі «Яровизация» вийшла стаття аспірантки Лисенка Н. І. Єрмолаєвої «Ще раз про „горохові закони“». Єрмолаєва стверджувала, що результати її експериментів спростовують закони Менделя. Проаналізувавши дані Єрмолаєвої, відомий математик А. М. Колмогоров, спеціаліст з теорії ймовірностей, показав, що їх відхилення від менделівських пропорцій лежать цілком у межах статистичної похибки для заданої кількості вимірювань; таким чином, ці результати не заперечують, а навпаки, черговий раз підтверджують закони Менделя. Лисенко не зміг спростувати розрахунки Колмогорова, однак не визнав помилки своєї аспірантки і заявив, що не бажає розглядати взагалі будь-які математичні аргументи на користь «менделізму»: «…нас, біологів, і не цікавлять математичні розрахунки, що підтверджують практично безплідні статистичні формули менделістів… Ми, біологи, не бажаємо підкорятися сліпій випадковості (хай навіть припустимій математично) і стверджуємо, що біологічні закономірності не можна підміняти математичними формулами та кривими. Вважаю, шо у суперечці акад. Колмогорова з аспірантом Єрмолаєвою правим є не акад. Колмогоров, а аспірант Єрмолаєва».

### Перехід наукової дискусії у політичну площину

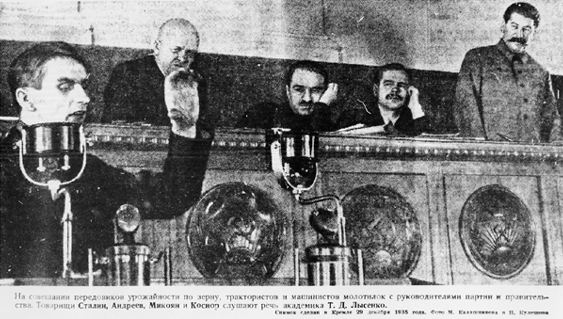
Т. Д. Лисенко виступає у Кремлі на нараді передовиків урожайності по зерну, трактористів і машиністів молотилок з керівниками партії та уряду (29 грудня 1935 р.). Ззаду (зліва направо) — С. Косіор, А. Мікоян, А. Андрєєв та Й. Сталін.

У першій половині 1930-х рр. Лисенко почав тісно співпрацювати з І. І. Презентом, який, не маючи фахової біологічної освіти, очолював кафедру дарвінізму Ленінградського держуніверситету, а у 1935 р. став заступником головного редактора лисенківського журналу «Яровизація». І. І. Презент розробляв для теорії Лисенка про успадкування набутих ознак, «вегетативну гібридизацію» та «породження нових видів» ідеологічну та фразеологічну базу, яка дозволяла перевести суто наукову дискусію у площину ідеологічної та політичної боротьби. Класичну генетику звинуватили в тому, що вона не тільки відірвана від практики, але й заважає їй.
У лютому 1935 р., виступаючи на II Всесоюзному з'їзді колгоспників-ударників, Лисенко пов'язав проблеми «на фронті яровизації» з класовою боротьбою, яка розгортається не тільки у сільському господарстві, але й у галузі науки: «...адже шкідники-куркулі зустрічаються не тільки в вашому колгоспному житті… Вони не менш небезпечні, не менш закляті і для науки… І в ученому світі, і не в ученому світі, а класовий ворог завжди є класовим ворогом, вчений він чи ні». Промову Лисенка схвально прокоментував присутній на з'їзді Й. Сталін: «Браво, товаришу Лисенко, браво!».
Наукові концепції Лисенка теж отримали підтримку партійного керівництва. У жовтні 1939 р. у Москві відбулась нарада з питань генетики та селекції, на якій розгорнулася суперечка між «лисенківцями» та їх науковими опонентами, знана як «дискусія 1939 р.». Ідеологічну лінію партії представляв головний редактор журналу «Под знаменем марксизма» М. Б. Мітін, що головував на цій нараді. Мітін назвав ідеї Лисенка «передовими», «революційними» та «новаторськими», протиставивши їх «консервативним», «догматичним» та «застарілим» концепціям, за які «чіпляються… найреакційніші елементи в науці».
У період передвоєнних сталінських репресій, від яких постраждало багато відомих вчених, в тому числі й біологів, кар'єра Лисенка продовжувала стрімко розвиватися: у 1938 р. він став президентом ВАСГНІЛ, у 1939 р. — академіком АН СРСР, а у 1940 р. очолив Інститут генетики АН СРСР, після того як попереднього директора інституту М. І. Вавилова було заарештовано.

## Післявоєнна кампанія боротьби проти «вейсманізму-морганізму-менделізму»

### Сесія ВАСГНІЛ 1948р.
Ідеологічна боротьба проти «реакційної» науки з новою силою спалахнула після закінчення Другої світової війни. У 1948 р. було скликано спеціальну сесію ВАСГНІЛ для розгляду «становища у біологічній науці». У доповідях Лисенка (президента академії) та його прибічників лисенківську теорію було проголошено «передовим мічурінським напрямком» біології, а концепції «формальної» (класичної) генетики («вейсманізм-морганізм-менделізм») різко засуджено як «безплідні», «метафізичні», «схоластичні», «ідеалістичні» та «реакційні». Лисенко наголосив на тому, що його позиція має офіційну підтримку на найвищому рівні: «…запитують про ставлення ЦК партії до моєї доповіді. Відповідаю: ЦК партії розглянув мою доповідь та схвалив її. (Бурхливі оплески, що переходять у овацію. Усі встають.)».
9 серпня 1948 р., через два дні після закінчення сесії ВАСГНІЛ, Оргбюро ЦК ВКП(б) ухвалило постанову, у якій доручило вжити рішучих заходів на підтримку «мічурінської агробіології»: «ЦК ВКП(б) вважає неприйнятним те, що найважливіші ділянки біологічної науки досі знаходяться в руках антимічурінців-вейсманістів (менделістів-морганістів)». Розгорнулася кампанія цькування «реакційної лженауки», під час якої багатьох вчених та викладачів — прихильників класичної генетики — звільнили з роботи, програму наукових досліджень та викладання біології у вищих навчальних закладах переглянули на користь «мічурінської науки», а критику її у наукових журналах заборонили.
Вже 30 серпня — 2 вересня в Києві відбулася республіканська нарада працівників біологічних, сільськогосподарських і медичних наук за участю практиків-мічурінців, присвячена підсумкам 4-ї сесії ВАСГНІЛ та завданням дальшого розвитку мічурінської агробіології. Схвалена резолюція IV сесії ВАСГНІЛ та оцінка стану в біологічній науці, що була дана в доповіді академіка Т. Лисенка і підтримана ЦК ВКП(б). Засуджена «реакційна суть» менделізму-морганізму, піддано гострій критиці його українських прихильників та намічено шляхи подальшого розвитку агробіологічної науки в Українській РСР. 6 жовтня 1948 Президія Академії наук УРСР прийняла постанову у питанні про становище і завдання біологічної науки в інститутах та установах АН УРСР… «в біологічній науці проходила боротьба діаметрально протилежних за своїми ідеологічними і теоретичними позиціями напрямів: напряму „прогресивного“, „матеріалістичного“, мічурінського проти „реакційного“, „ідеалістичного“, вейсманістського»… звільнити дійсного члена АН УРСР М. Гришка від виконання обов'язків голови Відділу сільськогосподарських наук; дійсного члена АН УРСР Д. Третьякова — від виконання обов'язків голови Відділу біологічних наук та директора Інституту зоології; академіка І. Шмальгаузена — від виконання обов'язків заввідділу Інституту зоології; дійсного члена АН УРСР М. Холодного — від виконання обов'язків заввідділом Інституту ботаніки; професора С. Гершензона — від виконання обов'язків заввідділом Інституту зоології; члена-кореспондента АН УРСР І. Полякова і професора Л. Дероне — від виконання обов'язків заввідділами Інституту генетики й селекції. Постановлено ліквідувати в Інституті генетики і селекції лабораторію цитогенетики. Намічено заходи з усунення у системі Академії наук Української РСР усіх прихильників вейсманізму-морганізму.
 [Архівовано 5 квітня 2013 у Wayback Machine.]

### Протести видатних західних біологів проти «лисенківщини»
На знак протесту проти кампанії цькування генетики, відомий американський генетик Герман Мюллер, лауреат Нобелівської премії 1946 р., у вересні 1948 р. відмовивися від почесного звання іноземного члена-кореспондента Академії наук СРСР, назвав Лисенка «шарлатаном» і засудив спробу «створити політично спрямовану „науку“, відокремлену від світової науки в цілому», подібно до того, як це робилося у Німеччині під владою нацистів. Партійне керівництво доручило підготувати відповідь від імені АН СРСР академікам О. І. Опаріну, Т. Д. Лисенку, Є. Н. Павловському, Л. А. Орбелі, В. М. Сукачову. Мюллера назвали «зрадником інтересів справжньої науки, який відкрито перейшов до табору ворогів прогресу і науки, миру і демократії». У листопаді 1948 р. від звання почесного члена АН СРСР відмовився також видатний англійський біолог, Нобелівський лауреат Генрі Дейл, заявивши, зокрема, що комуністична влада насильно впроваджує у СРСР догматичну доктрину Т. Д. Лисенка, «яка фактично заперечує усі досягнення дослідників у цій галузі з тих часів, коли на початку XIX сторіччя було опубліковано міркування Ламарка». У 1949 р. АН СРСР позбавила Мюллера і Дейла почесних звань, а в радянській пресі Мюллера та інших «американських менделістів» проголосили прислужниками расизму та фашизму, «мухолюбами-людиноненависниками»: «Американські менделісти не в змозі приховати свою кровну спорідненість з гітлерівськими вченими-бузувірами, які вкрили себе ганьбою в очах усього прогресивного людства… Менделівська генетика, євгеніка, расизм та пропаганда імперіалізму є зараз невіддільними».

## Критика і поступовий занепад «лисенківського» напрямку біології у післясталінський період

### 1955р.: критика Лисенка у «Листі 300»
У 1955 р. група авторитетних радянських вчених підготувала листа, який звинувачував Т. Д. Лисенка у тому, що його діяльність завдала величезної шкоди розвитку біології та сільського господарства у СРСР, наукова теорія є неспроможною, а твори лисенківців (такі, наприклад, як книга Лисенка «Спадковість та її мінливість» чи стаття проф. О. М. Студитського «Мухолюби — людиноненависники») є настільки абсурдними, що їх спеціально передруковують без коментарів у капіталістичних країнах «з метою антирадянської пропаганди». Автори листа вимагали відновити у правах «сучасний дарвінізм, генетику та цитологію», позбавивши лисенківців монополії на керівні посади в біологічній та сільськогосподарській науці. Цей лист, під яким було поставлено 297 підписів (відомий під назвою «листа трьохсот»), було передано до ЦК КПРС. За свідченням І. В. Курчатова, М. С. Хрущов був дуже роздратований і обурений цим листом. «Листа 300» тоді не було опубліковано.
У 1956 р. Т. Д. Лисенка усунули з посади президента ВАСГНІЛ, але він знов очолив академію у 1961–1962 рр.

### Кінець 1950-х— початок 1960-х рр.: продовження політичної підтримки «мічурінської науки»
У грудні 1958 р. газета «Правда» розкритикувала «Ботанический журнал» за «вороже» ставлення до «мічурінської матеріалістичної агробіології», а Хрущов на Пленумі ЦК КПРС запропонував замінити нинішніх членів редакції журналу «справжніми мічурінцями». Невдовзі склад редколегії журналу було змінено на користь прибічників Лисенка і критика «мічурінської науки» у журналі припинилася. У 1959 р. Хрущов звинуватив М. П. Дубініна, директора заснованого у Новосибірську Інституту цитології та генетики, у «виступах проти теоретичних положень та практичних рекомендацій академіка Лисенка», «продовжувача справи Мічуріна», чию правоту «підтверджує практика». Дубінін змушений був подати у відставку. У листопаді 1961 р. XXII з'їзд КПРС прийняв нову Програму КПРС, яку, на пропозицію Лисенка, доповнили фразою про необхідність «Ширше і глибше розвивати мічурінський напрямок у біологічній науці, який виходить з того, що умови життя є провідними у розвитку органічного світу».
У 1962 р. розповсюджувався самвидавчий рукопис біолога Жореса Медведєва «Біологічна наука і культ особи (Нариси з історії тридцятирічної біолого-агрономічної дискусії)» з гострою критикою теоретичних концепцій і практичної діяльністі Т. Д. Лисенка, а також його особистої ролі у розгромі генетики у СРСР. Після того, як партійний комітет Тимірязевської сільгоспакадемії, де працював Медведєв, визнав цей рукопис «ненауковим, наклепницьким, антирадянським і шкідливим», Медведєва звільнили з посади. У січні 1963 р. вийшла постанова ЦК КПРС і Ради Міністрів СРСР «Про заходи для подальшого розвитку біологічної науки та зміцнення її зв'язку з практикою», яка, з одного боку, відзначала великі успіхи «радянських біологів мічурінського напрямку», а з іншого — вимагала поліпшити викладання біології й підготувати нові підручники з генетики, біохімії, біофізики, цитології, які мали «відповідати сучасному рівню науки».
У березні 1963 р. літературний журнал «Нева» опублікував науково-популярну статтю Ж. Медведєва та В. Кирпичникова «Перспективи радянської генетики», яка роз'яснювала основні концепції й пропагувала досягнення сучасної радянської та закордонної генетики. Ця публікація викликала невдоволення партійного керівництва, після чого кількох працівників журналу було звільнено з роботи. У № 9 «Невы» редакція назвала статтю Медведєва та Кирпичникова «помилковою та шкідливою» і передрукувала з газети «Сельская жизнь» статтю президента ВАСГНІЛ М. Ольшанського, «яка дає розгорнуту справедливу критику ідеалістичних позицій авторів статті „Перспективи радянської генетики“».

### 1964р.: критика «лисенківців» на сесії Академії наук СРСР
У червні 1964 р. на сесії Академії наук СРСР спалахнула суперечка навколо кандидатури «лисенківця» М. І. Нуждіна, який балотувався в дійсні члени академії. Проти Нуждіна виступили академіки В. О. Енгельгардт та І. Є. Тамм, а А. Д. Сахаров заявив, що Нуждін і Лисенко «несуть відповідальність за ті ганебні, важкі сторінки у розвитку радянської науки, які зараз, на щастя, закінчуються». Т. Д. Лисенко висловив свій протест проти «неприпустимих випадів» і «наклепницьких звинувачень», а головуючий на засіданні президент АН СРСР М. В. Келдиш припинив суперечку, відзначивши, що виступ А. Д. Сахарова є «нетактовним» і відбиває його особисту думку, а не офіційну позицію Президії АН СРСР. У підсумку, кандидатуру Нуждіна було відхилено: 114 членів Академії проголосувало «проти», і лише 23 — «за».

### Втрата політичної підтримки і кінець кар'єри
Після усунення М. С. Хрущова з керівних посад у жовтні 1964 р. Лисенко остаточно втратив політичну підтримку. Вже у листопаді 1964 р. статті з критикою діяльності Лисенка та його прибічників з'явилися в газетах «Правда» та «Комсомольская правда». На початку 1965 р. Відділення загальної біології АН СРСР голосувало проти переобрання Лисенка на посаду директора Інституту генетики АН СРСР, «Правда» надрукувала критичний виступ М. В. Келдиша, а популярний журнал «Наука и жизнь» — статтю Нобелівського лауреата академіка М. М. Семенова, який заявив, що Лисенко належить «не до XX сторіччя, а до далекого минулого науки». Комісія АН СРСР перевіряла діяльність керованого Лисенком експериментального господарства «Горки Ленинские» і поставила під сумнів його досягнення.
У 1965 р. Т. Д. Лисенка звільнили з посади директора Інституту генетики АН СРСР, а сам інститут у 1966 р. ліквідували «як такий, що не відповідає сучасному рівню розвитку генетики», і на його базі створили Інститут загальної генетики. У 1966 р. припинив існування й журнал «Агробиология» під редакцією Лисенка. Лисенко також змушений був залишити кафедру генетики Тімірязєвської сільгоспакадемії. Він завершував свою кар'єру як завідувач лабораторії експериментальної науково-дослідної бази АН СРСР «Горки Ленінські».

## Хронологія життя та діяльності
17 (29) вересня 1898 р. — народився у селянській родині у селі Карлівка Костянтиноградського повіту Полтавської губернії. Закінчив Карлівське двокласне училище.
1921 р. закінчив Уманську середню школу садівництва, у 1925 — Київський сільськогосподарський інститут.
1921–1922 рр. — практикант, 1922–1925 рр. — старший спеціаліст із селекції городніх рослин Білоцерківської селекційної станції.
1925–1929 рр. — завідувач відділу селекції бобових культур Гянджинської (м. Гянджа, Азербайджан) дослідно-селекційної станції.
1929–1934 рр. — старший спеціаліст відділу фізіології Всесоюзного селекційно-генетичного інституту (ВСГІ) в Одесі.
1934–1938 рр. — науковий керівник, директор ВСГІ.
1938 — науковий керівник лабораторії Експериментальної науково-дослідної бази АН СРСР «Горки Ленінські».
1938–1956 та 1961–1962 рр. — Президент ВАСГНІЛ.
1940–1965 рр. — директор Інституту генетики АН СРСР.
1950 р. — нагороджений Золотою медаллю ім. І. І. Мечникова «за видатні праці у галузі біології та розвитку творчого радянського дарвінізму, що призвели до важливих практичних результатів у сільському господарстві».
1965 р. — звільнений з посади директора Інституту генетики АН СРСР.
1966–1976 рр. — завідувач лабораторії Експериментальної науково-дослідної бази АН СРСР «Горки Ленінські».
Т. Д. Лисенко помер у Москві 20 листопада 1976 р.